# Deividas Šemberas
Deividas Šemberas (født 2. august 1978 i Vilnius, Sovjetunionen) er en litauisk tidligere fodboldspiller (forsvarer/defensiv midtbane).
Šemberas spillede i perioden 1996-2013 hele 82 kampe for Litauens landshold. På klubplan tilbragte han størstedelen af sin karriere i Rusland, hvor han var tilknyttet Dynamo Moskva, CSKA Moskva og Alania Vladikavkaz. Han repræsenterede også Žalgiris i hjemlandet.